# Yvette Taborin
Yvette Taborin, née le 16 mai 1929 à Paris et morte le 8 septembre 2020 à Paris, est une archéologue et une professeur émérite de l'université Paris-1 Panthéon-Sorbonne.

## Biographie
Elle y a suivi les cours d'ethnologie du préhistorien André Leroi-Gourhan. Elle soutient sa thèse d'État en 1987, intitulée Les Coquillages dans la parure paléolithique en France. Elle est nommée professeure à l'université Paris 1. Elle est responsable des fouilles  d’Étiolles de 1972 à 2000. 
Elle a été l'une des premières à s'intéresser à l'étude archéologique des coquillages par le biais des parures préhistoriques dont elle est aujourd'hui une spécialiste.

## Principales publications
- Les Coquillages dans la parure paléolithique en France, Paris, Univ. Paris 1, 1987.
- La parure en coquillage au Paléolithique, Paris, CNRS éd., 1993.
- Les sociétés de la préhistoire, (avec J.-P. Mohen), Paris, Hachette supérieur, 1998.
- Langage sans parole : la parure aux temps préhistoriques, Paris, la Maison des roches, 2004.

Elle a publié des articles dans le Bulletin de la Société préhistorique française, dans Gallia Préhistoire et dans d'autres revues scientifiques. 